# Rauschpfeife

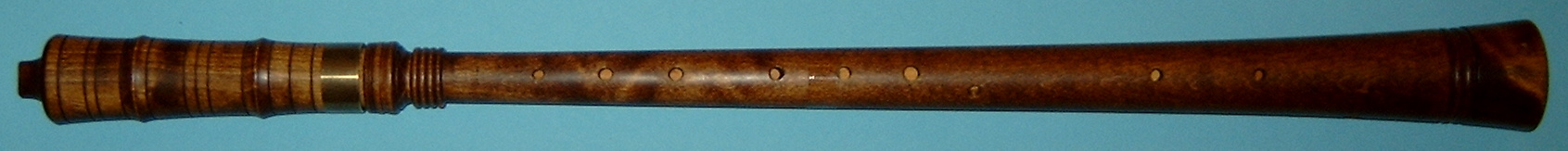
Sopranrauschpfeife in c

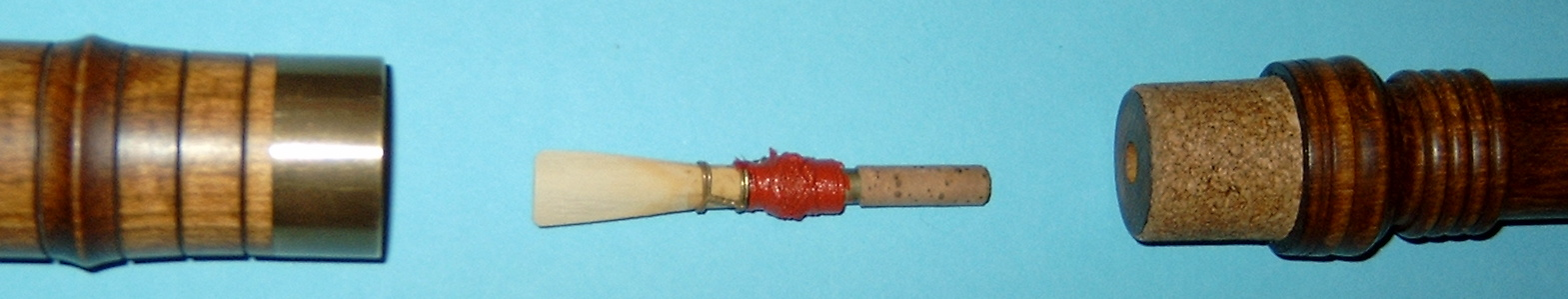
Doppelrohrblatt einer Sopranrauschpfeife in c

Die Rauschpfeife (auch Rauschpfeiffe) ist ein historisches Holzblasinstrument mit Doppelrohrblatt und Windkapsel. Der Name Rauschpfeife taucht Anfang des 16. Jahrhunderts auf, ab der Mitte des 16. Jahrhunderts heißt es in fast allen Quellen stattdessen Schreierpfeife.
Die Rauschpfeife unterscheidet sich von der Renaissanceschalmei durch die Windkapsel, die stärker konische Bohrung und die dadurch bedingte kürzere Baulänge. Das Instrument wird in c/f-Stimmung in den Stimmlagen Sopranino, Sopran, Alt und Tenor gebaut. Die Bassrauschpfeife ist bereits sehr unhandlich und benötigt sehr viel Luft. Die Blütezeit der Rauschpfeife ist wie bei anderen Instrumenten ihrer Familie die Renaissance. Durch die Wiederentdeckung alter Musik ist auch die Rauschpfeife zu neuer Beliebtheit gekommen.
Die meisten heute gebauten Rauschpfeifen orientieren sich technisch und optisch an den Spielpfeifen der Mittelalterszene und sind in offener deutscher Blockflötengriffweise gebaut. Der Tonumfang beträgt zumeist eine None. Ferner sind die neueren Rauschpfeifen häufig nur halb so groß wie die Instrumente aus den 1970er Jahren, die sich häufig an den erhaltenen Instrumenten der sogenannten Naumburger Sammlung orientierten. Die Rauschpfeifen der Naumburger Sammlung haben auf knapp der Hälfte des Korpus ein rückseitig angebrachtes Austrittsloch für den Schall, das die musikalische Wirksamkeit der unteren Korpushälfte außer Kraft setzt.